# Zona volcánica de Taupo

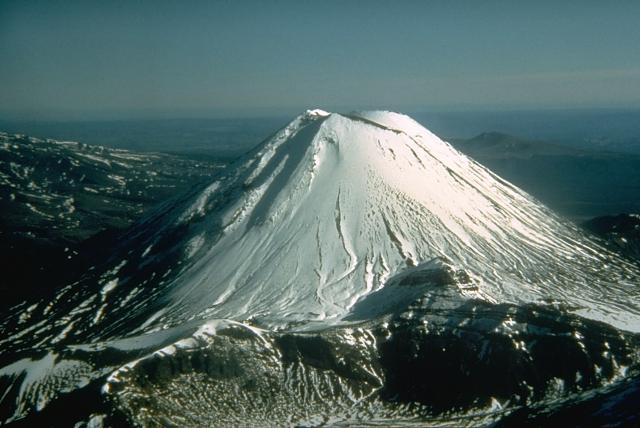
El Ngauruhoe.

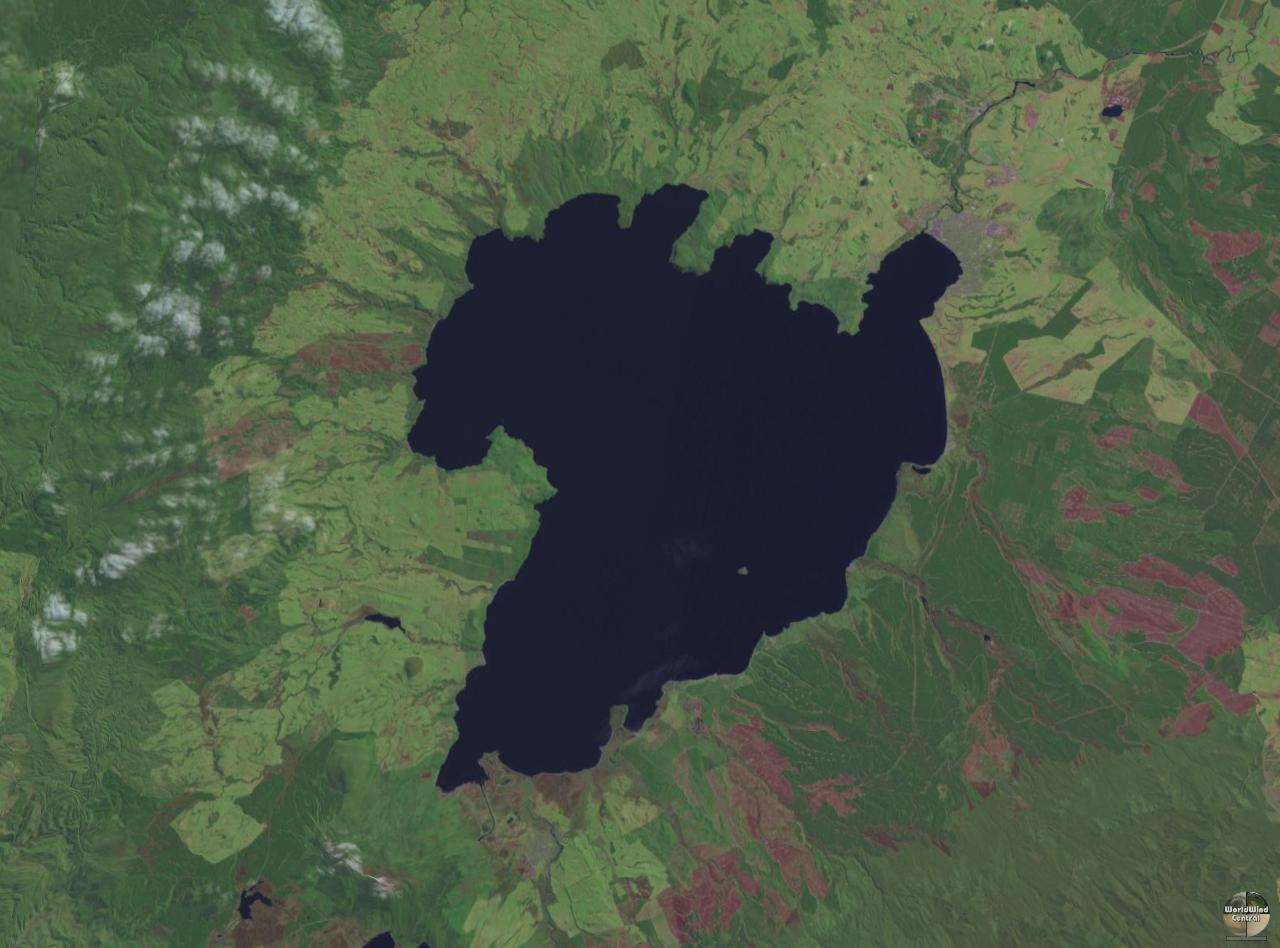
Foto satelital del lago Taupo.

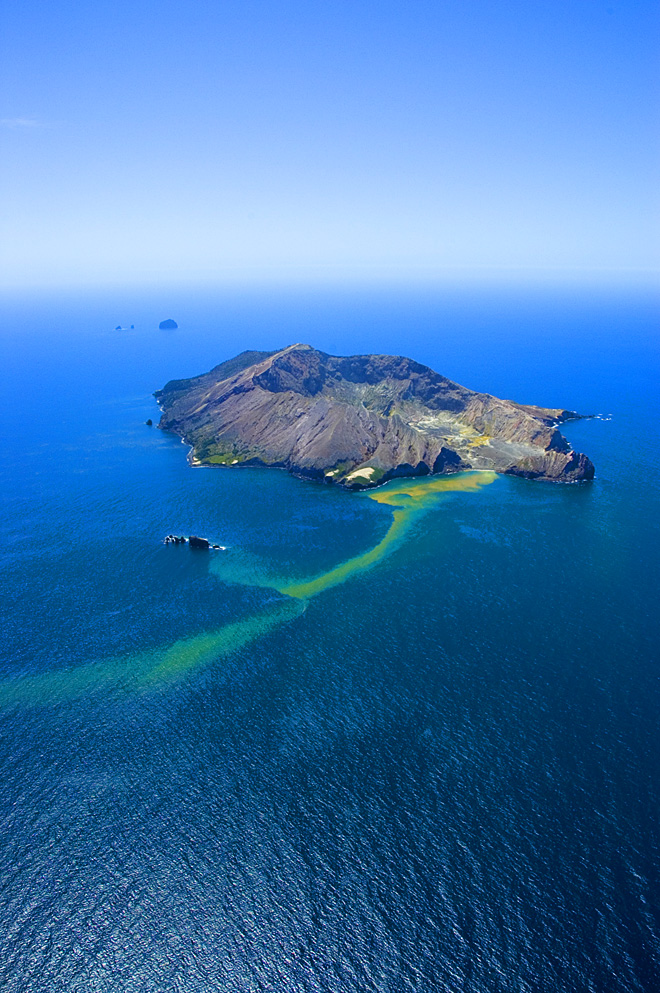
Isla Whakaari (White).

La zona volcánica de Taupo es un área con gran actividad volcánica en la isla Norte de Nueva Zelanda. El área tiene la forma de una V y se propaga de este a oeste con una velocidad de aproximadamente 8 mm por año. Lleva el nombre del lago Taupo, la caldera inundada del mayor volcán de la zona.

## Actividad volcánica
La zona se compone de numerosos campos geotérmicos y chimeneas volcánicas, de las cuales el Ruapehu, Ngauruhoe, e isla Whakaari experimentaron erupciones con mayor frecuencia. La mayor erupción de la zona desde la llegada de los colonos europeos fue la del volcán Tarawera en 1886, que causó más de 100 víctimas mortales. Los primeros maoríes también fueron afectados por la erupción de Kaharoa, una erupción mucho más fuerte del volcán Tarawera que ocurrió alrededor de 1300 d. C.
La última gran erupción del volcán Taupo fue la erupción de Hatepe que se produjo en 181 d. C. Se cree que la erupción vació el lago y produjo flujos piroclásticos que cubrieron 20 000 km² de terreno con ceniza volcánica. Se estima que un total de 120 km³ de material fue expulsado, y que más de 30 km³ de material fue expulsado en tan solo unos minutos. Se conoce la fecha de esta actividad volcánica porque la expulsión de ceniza era lo suficientemente grande como para encender el cielo rojo sobre Roma y China (como fue documentado en Hou Han Shu).
El Taupo expulsó aproximadamente 1170 km³ de material durante la erupción de Oruanui hace 26 500 años. Esta fue la erupción más reciente del mundo en alcanzar IEV-8, el nivel más alto del Índice de Explosividad Volcánica.
La caldera de Rotorua se mantuvo inactiva durante un plazo mayor; su erupción principal ocurrió hace aproximadamente 240 000 años, aunque produjo domos de lava en los últimos 25 000 años.

## Extensión y contexto geológico
La zona volcánica de Taupo tiene una longitud de aproximadamente 350 km y una anchura de 50 km. El volcán de Ruapehu marca su extremo suroeste, mientras que el volcán submarino de Whakatane (85 km más allá de la isla Whakaari) es considerado su límite nororiental.
Forma parte del sur de la cuenca de retroarco Lau-Havre-Taupo, que se encuentra detrás de la zona de subducción de Kermadec-Tonga. La actividad volcánica continúa hacia el norte-noreste, a lo largo de la línea de la zona volcánica de Taupo, a través de varios volcanes submarinos (conocido como Clark, Tangaroa, los Silents y Rumbles), y a continuación se desplaza hacia el este hacia los arcos volcánicos paralelos de las islas Kermadec y Tonga. Aunque la cuenca de retroarco continúa propagándose hacia el suroeste, con la cuenca Wanganui Sur formando una cuenca de retroarco inicial, la actividad volcánica aún no ha comenzado en esta región. Por tanto, la zona volcánica de Taupo puede considerarse como el extremo suroeste del Anillo de Fuego del Pacífico, que marca las zonas de subducción alrededor del Pacífico.
Al sur de Kaikoura los bordes de las placas cambian en una falla transformante con  colisión continental oblicua que levanta los Alpes del Sur en isla Sur. Una zona de subducción reaparece al suroeste de Fiordland, en la esquina suroeste de la isla Sur, aunque en este caso la subducción se produce en la dirección opuesta. Las islas Solander son un volcán extinto asociado a esta zona de subducción, y el único que se eleva sobre el mar.

## Estudios científicos
Estudios científicos recientes indican que el espesor de la corteza terrestre debajo de la Zona volcánica de Taupo puede ser tan delgada como 16 km. Una capa fina de magma con una anchura de 50 km y una longitud de 160 km, se encuentra a tan solo 10 km debajo de la superficie. El registro geológico indica que algunos de los volcanes de la zona tienen erupciones con poca frecuencia, pero cuando ocurren suelen ser erupciones grandes, violentas y destructivas. También es posible que ocurra rifting en la zona volcánica de Taupo.